# Mitrophrys menete
Mitrophrys menete är en fjärilsart som beskrevs av Pieter Cramer 1775. Mitrophrys menete ingår i släktet Mitrophrys och familjen nattflyn. Inga underarter finns listade i Catalogue of Life.